# Las Rozas Black Demons 2017
Questa voce raccoglie le informazioni riguardanti i Las Rozas Black Demons nelle competizioni ufficiali della stagione 2017.

## LNFA Serie B 2017

### Stagione regolare
| 21 gennaio 2017, ore 15:00 | Gijón Mariners | 12 – 14 referto | Las Rozas Black Demons |  |

| 28 gennaio 2017, ore 17:00 | Las Rozas Black Demons | 19 – 17 referto | L'Hospitalet Pioners |  |

| 11 febbraio 2017, ore 18:00 | Las Rozas Black Demons | 65 – 7 referto | Coyotes de Santurtzi |  |

| 5 marzo 2017, ore 12:00 | Mallorca Voltors | 7 – 53 referto | Las Rozas Black Demons |  |

| 11 marzo 2017, ore 17:00 | Las Rozas Black Demons | 50 – 30 referto | Gijón Mariners |  |

| 25 marzo 2017, ore 17:00 | L'Hospitalet Pioners | 27 – 28 referto | Las Rozas Black Demons |  |

| 2 aprile 2017, ore 11:00 | Coyotes de Santurtzi | 0 – 13 referto | Las Rozas Black Demons |  |

| 29 aprile 2017, ore 17:00 | Las Rozas Black Demons | 48 – 0 referto | Mallorca Voltors |  |

### Playoff
| 13 maggio 2017, ore 19:00 | Las Rozas Black Demons | 49 – 0 referto | Mallorca Voltors |  |

| 27 maggio 2017, ore 17:00 | Las Rozas Black Demons | 41 – 27 referto | L'Hospitalet Pioners |  |

## XXII Copa de España

### Fase a eliminazione diretta
| Coslada 12 novembre 2017, ore 13:30 | Camioneros de Coslada | 0 – 13 referto | Las Rozas Black Demons | Polideportivo Valleaguado |

| La Pobla de Farnals 25 novembre 2017, ore 18:00 | Badalona Dracs | 26 – 7 referto | Las Rozas Black Demons | Polideportivo Batiste Subies |

## LMFA11 2017

### Stagione regolare
| Las Rozas de Madrid 4 novembre 2017, ore 17:00 | Las Rozas Black Demons | 36 – 6 | Toros de Madrid | Campo El Cantizal |

| Rivas-Vaciamadrid 18 novembre 2017, ore 16:00 | Osos de Rivas | 47 – 14 | Las Rozas Black Demons | Estadio de Atletismo Ciudad de Rivas |

| Las Rozas de Madrid 2 dicembre 2017, ore 17:00 | Las Rozas Black Demons | 61 – 6 | Tres Cantos Jabatos | Campo El Cantizal |

### Playoff
| Las Rozas de Madrid 16 dicembre 2017, ore 12:00 | Osos de Rivas | 33 – 42 | Las Rozas Black Demons | Campo El Cantizal |

## Statistiche di squadra
| Competizione             | %Vittorie | In casa | In casa | In casa | In casa | In casa | In casa | In trasferta | In trasferta | In trasferta | In trasferta | In trasferta | In trasferta | Totale | Totale | Totale | Totale | Totale | Totale |
| Competizione             | %Vittorie | G       | V       | N       | P       | Pf      | Ps      | G            | V            | N            | P            | Pf           | Ps           | G      | V      | N      | P      | Pf     | Ps     |
| ------------------------ | --------- | ------- | ------- | ------- | ------- | ------- | ------- | ------------ | ------------ | ------------ | ------------ | ------------ | ------------ | ------ | ------ | ------ | ------ | ------ | ------ |
| LNFA-B Stagione regolare | 1 000     | 4       | 4       | 0       | 0       | 182     | 54      | 4            | 4            | 0            | 0            | 108          | 46           | 8      | 8      | 0      | 0      | 290    | 100    |
| LNFA-B Playoff           | 1 000     | 2       | 2       | 0       | 0       | 90      | 27      | 0            | 0            | 0            | 0            | 0            | 0            | 2      | 2      | 0      | 0      | 90     | 27     |
| Coppa                    | .500      | 0       | 0       | 0       | 0       | 0       | 0       | 2            | 1            | 0            | 1            | 20           | 26           | 2      | 1      | 0      | 1      | 20     | 26     |
| LMFA11 Stagione regolare | .667      | 2       | 2       | 0       | 0       | 97      | 12      | 1            | 0            | 0            | 1            | 14           | 47           | 3      | 2      | 0      | 1      | 111    | 59     |
| LMFA11 Playoff           | 1 000     | 0       | 0       | 0       | 0       | 0       | 0       | 1            | 1            | 0            | 0            | 42           | 33           | 1      | 1      | 0      | 0      | 42     | 33     |
| Totale                   | .875      | 8       | 8       | 0       | 0       | 369     | 93      | 8            | 6            | 0            | 2            | 184          | 152          | 16     | 14     | 0      | 2      | 553    | 245    |